# Hammerknuden
Hammerknuden, ofte blot kaldt Hammeren, er en 182 hektar stor rundklippe af granit på nordspidsen af Bornholm.
Klippen er fortrinsvis bevokset med lyng og græsser, men også en del skov, og er et yndet turistmål, med gode muligheder for kortere eller længere vandreture i området. Hammeren Fyr, Salomons Kapel og Opalsøen er blandt de mest kendte seværdigheder på klippen. Klippen ligger umiddelbart nord-nordøst for Hammershus slotsruin.
På området har der været brudt sten i over 100 år, og Moseløkken Stenbrudsmuseum er indrettet i det gamle stenbrud.